# Дам'ян Фурманскі
Дам'ян Фурманскі (ісп. Damián Furmanski; нар. 5 жовтня 1975) — колишній аргентинський тенісист.
Найвищу одиночну позицію світового рейтингу — 198 місце досяг 24 квітня 2000, парну — 231 місце — 18 серпня 1997 року.

## Титули на челленджерах

### Парний розряд: (1)
| Ранг | Рік  | Турнір          | Покриття | Партнер      | Суперники                 | Рахунок  |
| ---- | ---- | --------------- | -------- | ------------ | ------------------------- | -------- |
| 1.   | 1999 | Мехіко, Мексика | Ґрунт    | Гастон Етліс | Паолу Тайшер Анді Сінгман | 6–4, 6–3 |